# Galeb (computer)
Il Galeb è un personal computer a 8-bit prodotto in Jugoslavia dalla PEL Varaždin nei primi anni '80.
Ne furono prodotti 250 esemplari fino all'estate del 1984 quando fu sostituito dal modello Orao.
Il Galeb fu progettato da Miroslav Kocijan che trasse ispirazione dai modelli Compukit UK101 e Ohio Scientific Superboard e Superboard II apparsi negli Stati Uniti nel 1979.
Era meno costoso dei computer Apple II, Commodore PET e TRS-80.

## Specifiche
- CPU: MOS Technology 6502
- ROM : 16 KiB (con interprete BASIC e monitor di linguaggio macchina)
- RAM : 9 KB (espandibile a 64 KB)
- Tastiera: 59 tasti in formato QWERTZ
- Porte I/O: Video composito ed uscita RF, registratore a cassette, RS-232 (D-25).
- Suono: 1 canale con 5 Ottave
- Modo grafico: 96x48 pixels monocromatico
- Modo testo: 16 linee per 48 caratteri
- Prezzo: 90,000 Dinari nel 1984.